# Kopaed Verlag
Kopaed Verlag ist ein Fachverlag für die Themen Kommunikation und Pädagogik mit Sitz in München.

## Programm
Kernthema ist die Medienpädagogik, daneben bietet das Verlagsprogramm aber auch eine Vielzahl von Veröffentlichungen aus angrenzenden – in erster Linie medienrelevanten – Bereichen. Kunstpädagogik und Kulturelle Bildung sind weitere Themenbereiche.
Neben Büchern werden auch vier Zeitschriften verlegt.